# Револуција (кратки филм)
„Револуција” је југословенски и словеначки кратки филм из 1974. године. Режирао га је Боштјан Хладник који је написао и сценарио

## Улоге
| Глумац          | Улога |
| --------------- | ----- |
| Витолд Флакер   |       |
| Барбара Левстик |       |
| Марко Окорн     |       |
| Полона Ветрих   |       |